# Nicolaus von Avancini
Nicolaus von Avancini, ortografiado a veces Niccolò Avancini, Nicolas Avancini, Nikolaus von Avancini o Nicolas Avancin (Brez, Trento, 1 de diciembre de 1611 - Roma, 6 de diciembre de 1686) fue un dramaturgo y poeta jesuita del barroco en lengua latina y alemana.

## Biografía
Era de familia distinguida y estudió en el colegio jesuita de Graz. Ingresó en la Compañía de Jesús en 1627 y completó su noviciado en Leoben; luego estudió Filosofía en Graz (1630-1633). Después de varios años de enseñanza en los colegios de la Compañía de Trieste, Zagreb y Liubliana, se trasladó a Viena para estudiar Teología. Desde 1642 fue profesor en la Universidad de Viena. Fue rector de los Colegios de Passau (1664-1666), Viena y Graz, Visitador de la provincia de Bohemia (1675) y Provincial de la de Austria. De 1682 hasta su deceso fue Asistente General de la Orden en Roma.

## Obras
Publicó trabajos sobre filosofía, teología y literatura sagrada. Su Vita et doctrina Jesu Christi: ex quatuor Evangelistis collecta (esto es, "Vida y doctrina de jesucristo extraída de los cuatro Evangelistas") Viena, 1665, inspirada en la obra de Tomás de Kempis, tuvo mucha popularidad y fue traducida a los principales idiomas europeos, pasando por muchas ediciones, algunas de ellas ampliadas con otros materiales de distinto autor. Compuso asimismo un interesante poemario en latín y numerosos sermones de brillante retórica, si bien es recordado sobre todo por alrededor de cuarenta dramas, algunos de asunto bíblico y otros inspirados en la historia, leyendas, mitos y cuentos de hadas, de los cuales 27 son tragedias en latín para que las representaran los estudiantes universitarios y se perfeccionasen en el uso de esta lengua. 
Estas obras son alegóricas e introducen música y ballet. El autor trabajaba con complicados efectos de iluminación y bastidores, escenificando batallas y pomposos desfiles. La más espectacular sin duda fue la obra en cinco actos Pietas Victrix ("La piedad victoriosa"), que se representó en 1659 en presencia del Emperador y tres mil espectadores en la corte de Viena como obra festiva imperial (ludus caesareus) con gran aparato construido al efecto, que comprendía coliseos para la corte y el pueblo y maquinaria escenográfica. La obra tenía un fin pedagógico y trataba de la victoria del emperador Constantino contra Majencio para glorificar en una triunfante escena final en que el gobernante Constantino representa la ortodoxia religiosa.
Su primera obra fue Xavierius, estrenada en 1640 frente a Leopoldo I. Abrió la dramaturgia teatral de los jesuitas austriacos y siguió luego Ciro en 1673, su tragedia más famosa, cuya representación duró dos días, porque incluía pequeños espectáculos dentro del más amplio: ballets, interludios... Las obras de Avancini exaltan las virtudes cristianas católicas y la monarquía de los Habsburgo con una concepción muy moderna del teatro como espectáculo: escribió que "Lo que se muestra en el escenario, debe ser muy animado y lleno de aliento. Lo que usted ha leído no es más que esqueletos".

## Ediciones
- Leopoldi Gvilielmi, archidvcis Avstriæ, principis pace et bello inclyti, virtvtes
- Sapientia terrarum caelique potens, panegyricus funebris ad solennes exsequias Ferdinandi III. Viena, 1657.
- Imperium Romano-Germanica sive Elogia L. Caesarum  Germanorum, Viena, 1663.
- Vita et doctrina Jesu Christi: ex quatuor Evangelistis collecta (esto es, "Vida y doctrina de jesucristo extraída de los cuatro Evangelistas") Viena, 1665.
- Poesis lyrica, Vienne, 1671 y Poesis lyrica qua continentur lyricorum: libri IV & Epodon liber unus Amst, 1711.
- Poesis dramatica, Colonia, 1675-79. Incluye una Tragedia sobre Teodosio el Grande y  Cyrus, la pieza en cinco actos y en verso Ananias, Azarias y Mizael y también David per Saulis persecutionem ad regnum Israelis erectis, en cinco 5 actos y verso.
- Tragediae 1665.
- Discours de Dieu y de Dieu Homme
- Orationes in tres partes divisae
- Avancini, poëmata quodquod reperiri potuerunt, nempè odarum libri. Ámsterdam, 1711.
- Vitae et Miraculorum Sancti Francisci Borgiae, Ducis Gandiae, et General tertii Societalis Jesu, a P. Scipione Soc. Jesu italice compositum, in latinum conversum; 1671